# Regering-Verhofstadt III
De regering-Verhofstadt III (21 december 2007 - 20 maart 2008) was een Belgische regering. Het was een coalitie tussen de CD&V/cdH (23 en 10 zetels), de MR/Open Vld (23 en 18 zetels) en de PS (20 zetels). 
Na de verkiezingen van 10 juni 2007 verloor de regering-Verhofstadt II haar meerderheid. Maar ze bleef echter tot december 2007 officieel in functie als ontslagnemende regering, aangezien de toenmalige leider Yves Leterme van het kartel CD&V/N-VA geen nieuwe regering kon vormen. Op 21 december 2007 vormde Guy Verhofstadt uiteindelijk op verzoek van koning Albert II deze overgangsregering om het land uit de impasse te halen. De regering werd opgevolgd door de regering-Leterme I nadat Leterme een akkoord bereikte.

## Aanloop, installatie en taak
Sinds de verkiezingen van 10 juni 2007 was Guy Verhofstadt al aftredend eerste minister. Op 17 december 2007 werd hij door koning Albert II aangesteld als formateur om een interim-regering te vormen, omdat het ruim een half jaar na de verkiezingen nog niet mogelijk was gebleken een reguliere nieuwe regering te vormen, terwijl de aftredende regering als 'regering van lopende zaken' niet genoeg slagkracht had (zie Verhofstadt in de regeringsformatie 2007). Verhofstadt III trad op 21 december 2007 aan en legde die dag zowel de eed af bij de koning als de regeringsverklaring bij de volksvertegenwoordigers..
Verhofstadt III kreeg de opdracht zich op de belangrijkste lopende zaken te richten, zoals het opstellen van een begroting voor 2008, terwijl er intussen verder onderhandeld werd over vorming van een nieuwe en definitieve regering, die uiterlijk 23 maart 2008 zou moeten aantreden.
Deze onderhandelingen werden verdeeld in enerzijds onderhandelingen over sociaal-economische en milieu-aangelegenheden o.l.v. Didier Reynders, en anderzijds over de staatshervorming onder leiding van Yves Leterme en ondersteund door een 'Raad der Wijzen' met ervaren staatslieden.
De regering-Verhofstadt III stelde zich volgens haar regeringsverklaring tien punten ten doel, waaronder:
- Het wegwerken van het begrotingstekort
- Ondersteuning van de koopkracht van de bevolking door verschillende financiële maatregelen
- Bestrijding van de werkloosheid
- Bevorderen van de concurrentie in de energiesector
- Bestrijding van de CO2-uitstoot
- Verbetering van de gezondheidszorg, de mobiliteit en de dienstverlening van de overheid
- Ratificering van het Verdrag van Lissabon.

Zowel volksvertegenwoordigers als commentatoren trokken de haalbaarheid van het tienpuntenprogramma tijdens zo'n korte regeerperiode en een economische crisis in twijfel.

## Samenstelling
De regering was gedeeltelijk asymmetrisch samengesteld: de politieke kleuren aan Vlaamse en Franstalige zijde kwamen niet geheel overeen. Het was de eerste keer dat zoiets in België gebeurde sinds de opsplitsing van de partijen naar taalgroep. De samenstelling kwam neer op een klassieke oranje-blauwe coalitie (liberalen met christendemocraten), uitgebreid met de Franstalige socialisten om een tweederdemeerderheid in Kamer en Senaat te bekomen. Of anders gezegd: de vier grootste partijen van de Kamer, na enige twijfel aangevuld met de cdH.
De CD&V-kartelpartner Nieuw-Vlaamse Alliantie (N-VA) steunde de interim-regering maar trad niet toe tot het kabinet. Uit protest tegen het uitblijven van een staatshervorming onthield één N-VA-Kamerlid (Sarah Smeyers) zich van stemming bij de vertrouwensstemming op 23 december.
Mede door de steun van N-VA kon Verhofstadt III steunen op een tweederdemeerderheid van 101 zetels in de Kamer van volksvertegenwoordigers. Alle coalitiepartijen waren vertegenwoordigd in het kernkabinet.
De regering telde 14 ministers (13 + 1 eerste minister): CD&V had 4 ministers, Open Vld 3 (inclusief de premier), PS en MR ook 3 en cdH 1.
| Ambtsbekleder | Ambtsbekleder | Ambtsbekleder            | Functie en bevoegdheid                                           | Termijn                          | Partij      |
| Kernkabinet   | Kernkabinet   | Kernkabinet              | Kernkabinet                                                      | Kernkabinet                      | Kernkabinet |
| ------------- | ------------- | ------------------------ | ---------------------------------------------------------------- | -------------------------------- | ----------- |
|               |               | Guy Verhofstadt (1953)   | Premier                                                          | 21 december 2007 - 20 maart 2008 | Open Vld    |
|               |               | Didier Reynders (1958)   | Vicepremier Financiën en Institutionele Hervormingen             | 21 december 2007 - 20 maart 2008 | MR          |
|               |               | Yves Leterme (1960)      | Vicepremier Begroting, Mobiliteit en Institutionele Hervormingen | 21 december 2007 - 20 maart 2008 | CD&V        |
| Ministers     |               |                          |                                                                  |                                  |             |
|               |               | Laurette Onkelinx (1958) | Sociale Zaken en Volksgezondheid                                 | 21 december 2007 - 20 maart 2008 | PS          |
|               |               | Patrick Dewael (1955)    | Binnenlandse Zaken                                               | 21 december 2007 - 20 maart 2008 | Open Vld    |
|               |               | Karel De Gucht (1954)    | Buitenlandse Zaken                                               | 21 december 2007 - 20 maart 2008 | Open Vld    |
|               |               | Sabine Laruelle (1965)   | Economie, Zelfstandigen en Landbouw                              | 21 december 2007 - 20 maart 2008 | MR          |
|               |               | Christian Dupont (1947)  | Pensioenen en Maatschappelijke integratie                        | 21 december 2007 - 20 maart 2008 | PS          |
|               |               | Josly Piette (1943)      | Werk                                                             | 21 december 2007 - 20 maart 2008 | cdH         |
|               |               | Jo Vandeurzen (1958)     | Justitie                                                         | 21 december 2007 - 20 maart 2008 | CD&V        |
|               |               | Pieter De Crem (1962)    | Landsverdediging                                                 | 21 december 2007 - 20 maart 2008 | CD&V        |
|               |               | Paul Magnette (1971)     | Klimaat en Energie                                               | 21 december 2007 - 20 maart 2008 | PS          |
|               |               | Charles Michel (1975)    | Ontwikkelingssamenwerking                                        | 21 december 2007 - 20 maart 2008 | MR          |
|               |               | Inge Vervotte (1977)     | Ambtenarenzaken en Overheidsbedrijven                            | 21 december 2007 - 20 maart 2008 | CD&V        |

## Bijzonderheden
- De term interim-regering is geen begrip in het Belgische staatsrecht. Het heeft een politiek karakter en verwijst naar een beperking in de tijd van de levensduur van deze regering en niet naar een beperking van de bevoegdheden ervan. In tegenstelling tot een regering van lopende zaken beschikte deze interim-regering wel degelijk over de volheid van bevoegdheden.[6]
- Deze regering is tot stand gekomen na 194 dagen, wat een 'Belgisch record' was. Dit record werd enkele jaren later alweer verbroken door de regeringsformatie van 2010-2011.
- Nadat de eerdergenoemde Raad van Wijzen en het Octopusoverleg eind februari 2008 tot een voorlopig akkoord kwam over staatshervorming (met de afspraak om tegen juli 2008 tot verdere hervormingen te komen), kon op 20 maart 2008 de eerste regering-Leterme aantreden. De christendemocraat Yves Leterme nam dus drie dagen voor de gestelde deadline (23 maart) het stokje over van Verhofstadt.